# Zástřizly
Zástřizly (deutsch Sastrisel auch Zástřizl) ist eine Gemeinde in Tschechien. Sie befindet sich 17 Kilometer nordöstlich von Kyjov und gehört dem Okres Kroměříž an.

## Geographie
Das Dorf am Oberlauf der Litava liegt am nordwestlichen Fuße des Marsgebirges. Jenseits des breiten Litavatales schließt sich im Norden das Littentschitzer Bergland an. Am südlichen Ortsrand wird Zástřizly von der Europastraße 50/Staatsstraße I/50 zwischen Bučovice und Uherské Hradiště tangiert. Im Westen führt die 432 von Kyjov nach Kroměříž vorbei.
Nachbarorte sind Chvalnov im Norden, Cetechovice im Nordosten, Staré Hutě und Stupava im Südosten, Přílepy im Süden, Střílky im Südwesten, Kožušice im Westen sowie Lísky im Nordwesten.

## Geschichte
Die erste urkundliche Erwähnung von Zástřizly erfolgte 1349. Besitzer war das Adelsgeschlecht von Zástřizl, das seinen Stammsitz auf der örtlichen Feste hatte und seinen Besitz bis ins 18. Jahrhundert auf große Teile Mährens ausdehnte.
Die Feste, die sich wahrscheinlich auf dem erhöhten Platz in der Ortslage Dědina befand, auf dem heute die ehemalige Brennerei das Ortsbild prägt, wurde 1590 aufgegeben und Zástřizly der Herrschaft Střílky zugewiesen.
Anfang 1939 begann der Bau einer Autobahn von Prag über Brünn zur slowakischen Grenze, die nie fertiggestellt wurde. Zwischen 1939 und 1942 entstanden bei Sastrisel drei Autobahnbrücken, die vorhanden sind.

## Gemeindegliederung
Für die Gemeinde Zástřizly sind keine Ortsteile ausgewiesen. Zu Zástřizly gehört die Ansiedlung Přílepy (Przilep). 

## Sehenswürdigkeiten
- Kapelle
- Alte Brennerei

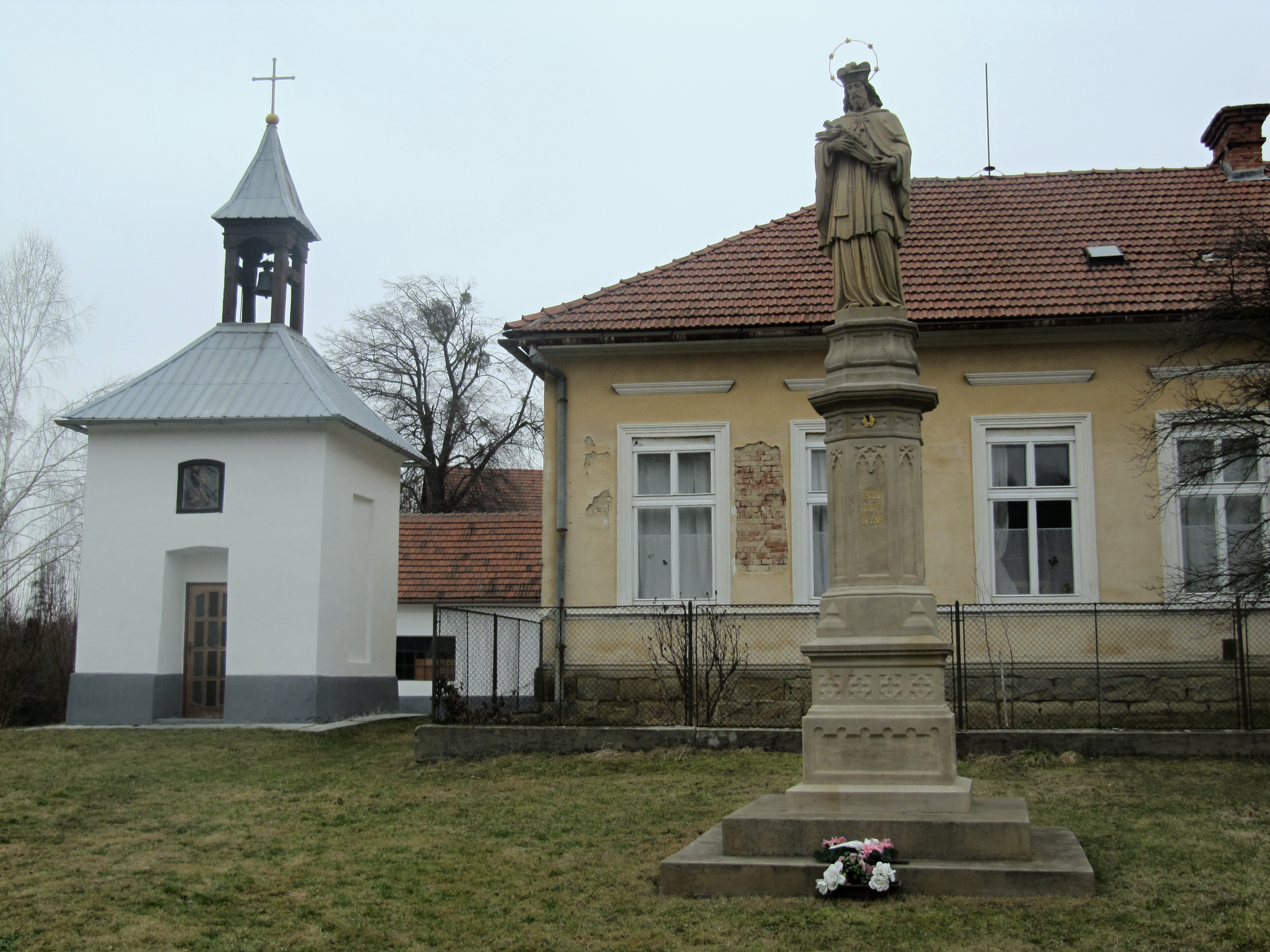
Kapelle und Statue des Hl. Nepumuk (2011)

- Drei fast vollendete Autobahnbrücken